# Terremoto de Valparaíso de 1906
El terremoto de Valparaíso de 1906 fue un fuerte y catastrófico sismo que sacudió principalmente a dicha ciudad de Chile a las 19:55 (hora local) del jueves 16 de agosto de 1906. Su epicentro se localizó frente a las costas de la Región de Valparaíso y se estima que tuvo magnitudes de 8,2 MW y de 7,9 MS. En la escala de Mercalli, el sismo alcanzó los IX grados; es decir, muy destructivo.
Antes de este evento sísmico del siglo XX, los registros revelan que grandes terremotos dañaron Valparaíso en 1647, 1730 y 1822; vale decir con una frecuencia de unos 85 a 90 años.

## Características del sismo
A las 19:55 horas, cuando la mayor parte de la población estaba comiendo, se oyó un ruido subterráneo y antes de que este terminara se produjo el primer remezón, que duró alrededor de cuatro minutos; el movimiento comenzó leve y fue aumentando lentamente por espacio de unos 45 segundos, declinó durante otros 15, volvió a aumentar con enorme violencia por 90 segundos más, nuevamente disminuyó durante 30 segundos y finalmente volvió a aumentar, aunque sin tanta fuerza como antes, por los 60 segundos finales, de manera que este primer sismo duró 4 minutos completos, sin que dejara de moverse la tierra, aunque con diferente intensidad.
El segundo movimiento se produjo a las 20:06, se inició leve como el anterior, pero rápidamente alcanzó mayor intensidad y en definitiva fue muchísimo más violento, completando la ruina de la ciudad. Este segundo terremoto en menos de 7 minutos, duró unos 120 segundos.
Valparaíso quedó prácticamente destruida. El barrio El Almendral (de la plaza Victoria hasta el cerro Barón) ardía en numerosos puntos y los muertos se contaban por miles. Tampoco se salvó el Mercado Cardonal, el Teatro de la Victoria y la Intendencia (que funcionaba transitoriamente al lado de este Teatro, frente a la Plaza de la Victoria), la Gobernación Marítima en la plaza Sotomayor y el Muelle Fiscal en el Puerto, entre otros edificios. Los incendios devastaron extensas áreas de la ciudad ya destruidas por el terremoto.
Las réplicas ocurrieron durante toda la noche, contándose 56 de ellas durante las primeras veinticuatro horas; causando permanente intranquilidad agregándose el temor de que la tierra se abriera y de que ocurriera un maremoto. Según muchas personas el mar se retiró y dejó en seco la playa al pie del malecón, calculándose que el descenso de las aguas fue de aproximadamente cuatro metros bajo el nivel de esa hora; al regresar las olas, los malecones impidieron la inundación de la ciudad.
El terremoto provocó graves daños en la zona central desde Illapel a Talca y se sintió desde Tacna hasta Puerto Montt. Generó un maremoto y levantamientos de suelo ocurridos a lo largo de la costa desde Zapallar a Llico (cerca de 250 kilómetros).
Sobre sus efectos en Santiago el diario El Mercurio decía en su edición del día 17:

El terremoto se produjo de una manera violenta desde su iniciación y llevó al ánimo de los cuatrocientos mil pobladores de Santiago un pánico indescriptible y un terror sin precedentes en los últimos años. Los edificios de dos o tres pisos, aún los más sólidos como el Congreso Nacional, se balanceaban como un buque en alta mar. Los sacudimientos eran tan fuertes que muchas personas creían que la tierra se iba a abrir en hondos y largos surcos.

El terremoto dejó un saldo de 3.000 muertos -sin contar a los que quedaron en estado de gravedad y fallecieron después- y más de 20 mil heridos.

## Manejo inmediato de la catástrofe

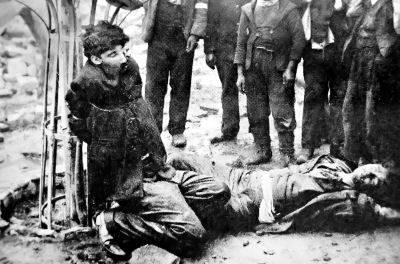
Fusilados en el terremoto de Valparaíso de 1906.

El Intendente de la provincia de Valparaíso, don Enrique Larraín Alcalde, junto al secretario de la intendencia Emilio Errázuriz y el primer Alcalde de la ciudad, don Enrique Bermúdez, lograron establecer una férrea disciplina y una sólida dirección central en el manejo de la catástrofe. Los saqueos y robos fueron desincentivados con implacables fusilamientos.
Desde el primer momento la Marina apoyó la labor de poner orden en una ciudad aterrorizada, sin techo ni comida. El jefe de la Escuadra, contraalmirante Basilio Rojas envió a tierra patrullas de la marinería, sacadas de las dotaciones de los buques surtos en la bahía, acorazados O'Higgins, Capitán Prat y Chacabuco. Estas fuerzas, junto a las de las unidades de navales de tierra, de la policía municipal y del ejército, fueron puestas por el Intendente Larraín Alcalde, el 18 de agosto, bajo el mando del capitán de navío Luis Gómez Carreño, cuya labor fue ininterrumpida e impecable. La Armada colaboró también a través del capitán de corbeta Carlos Ward, encargado de las demoliciones; y del cirujano naval, doctor Julio Escobar Campaña, quien trabajó con el doctor Grossi, jefe del servicio sanitario dispuesto para la emergencia.
Desde sus oficinas en carpas instaladas en la plaza Victoria, las autoridades civiles y militares, ordenaron y coordinaron la distribución de alimentos y agua potable, remoción de cadáveres y demolición de edificios en riesgo de desplome. Así, se organizó una "olla común", en la Plaza Aduana, que funcionó hasta el 8 de octubre, cuando ya no tuvo público, abastecida con donativos de la ciudad y de otras provincias. A quienes perdieron sus casas, se les refugió en carpas levantadas en espacios abiertos (las plazas y la Gran Avenida, hoy Av. Brasil), buques, edificios incólumes, colegios y congregaciones religiosas. Así, el colegio de los Sagrados Corazones, recibió unos mil asilados. La iglesia de La Merced, ubicada en la calle de la Victoria, perdió en el sismo una de sus 2 torres, y la otra quedó peligrosamente inclinada, por lo cual se ordenó dinamitarla, el 18 de agosto.
Para reponer el control de la ciudad, se ordenó fusilar y exhibir los cuerpos de al menos 15 personas, sorprendidas cometiendo delitos. También habrían sido castigados físicamente otros ladrones sorprendidos en flagrancia. Sin embargo, existe una controversia en torno a los excesos cometidos por estas medidas extrajudiciales, pues se presume que un número importante de los fusilados no habrían sido culpables de los delitos que tan sumariamente se les achacaron.

## Labor sanitaria y de bomberos de chile

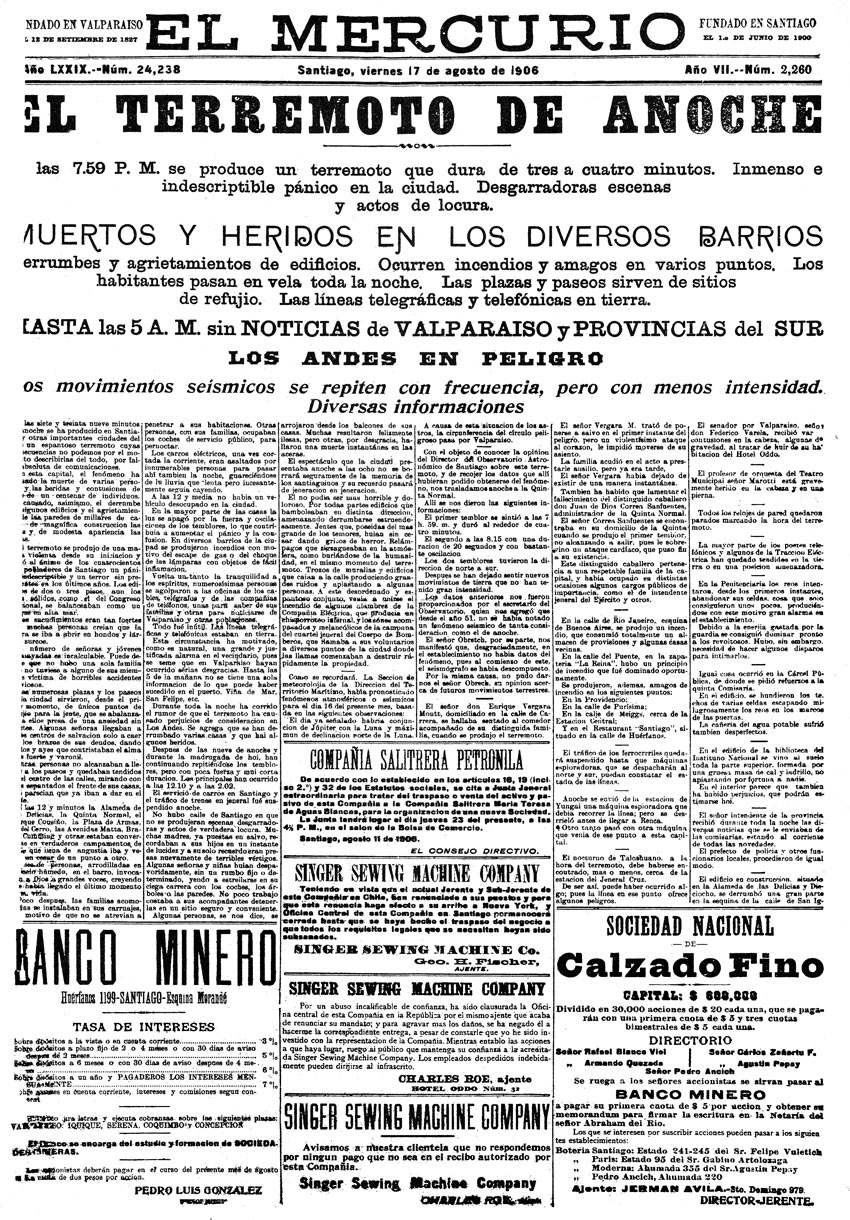
Portada de El Mercurio de Santiago el 17 de agosto de 1906.

La labor del doctor José Grossi fue fundamental para contrarrestar los efectos de las plagas y epidemias que siempre surgen tras un terremoto. 
Bomberos de varias partes del país concurrieron a ayudar a los voluntarios del Cuerpo de Bomberos de Valparaíso quienes trabajaron incansablemente durante todo el tiempo posterior al terremoto. Entre las delegaciones que participaron, se cuentan las de los cuerpos de bomberos de Santiago, Concepción y Talcahuano.

Este día lo ocupamos en distintos quehaceres. Una parte del cuerpo recibió orden de trasladar mercaderías de las estaciones del Barón
 Bellavista  de varias bodegas al campamento militar, contiguo al nuestro, donde individuos de tropa repartían al numeroso público que las pedia con ánsias.

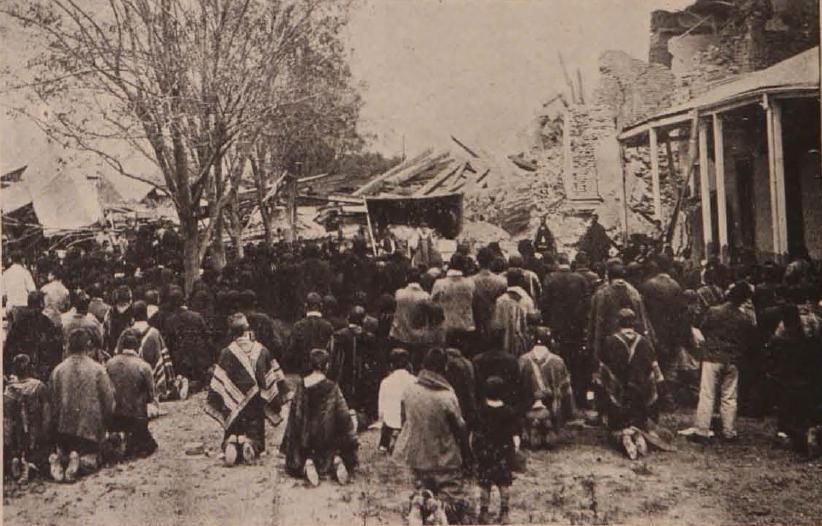
Ceremonia católica realizada entre los escombros del terremoto en Llay-Llay, cerca de Valparaíso.

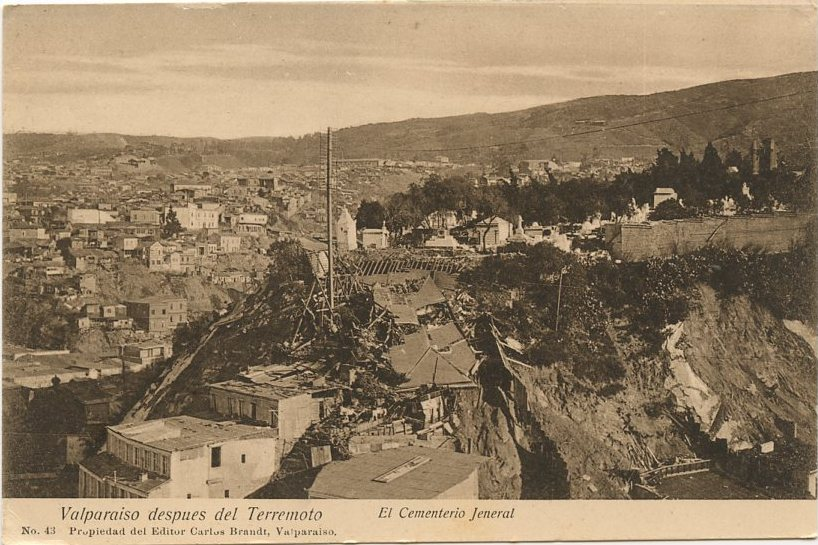
Cementerio N.º 1 luego del terremoto de 1906.

Hombres, mujeres y niños luchaban empeñosamente por recibir una escasa ración de carne o de frejoles. (...) Los bomberos santiaguinos mitigaron más de algun dolor, pues de sus propias provisiones obsequiaron a mujeres y niños que las recibían con lágrimas en los ojos.
Pudimos observar el noble y generoso caso de que un voluntario entregara el almuerzo de sus compañeros a un grupo de pobres mujeres que no habían comido desde el día anterior!
En la tarde la 6ª recibió orden de trasladarse a los cementerios 1 y 2 a relevar a la 7ª, que estaba ocupada en abrir fosas y sepultar cadáveres.

Tarea es esta que a cualquiera que no está acostumbrado a ella, le impresiona; sin embargo trabajamos como sepultureros y dimos tranquilo lecho bajo la madre tierra a más de cien muertos, muchos en estado de putrefacción. A la 6ª, en compañía de dos voluntarios de la 11ª y a las órdenes del Teniente de la 2ª, le correspondió el triste y penoso deber de dar santo sepulcro a ocho Hermanitas de los Pobres aplastadas por una misma muralla.

El día 24 de agosto, el presidente en funciones, don Germán Riesco y el mandatario recién elegido, don Pedro Montt, llegaron a Valparaíso. Se trasladaron en tren, a pie y a caballo, para recorrer los barrios de la ciudad, comprobar la magnitud de la catástrofe, y arbitrar los medios que permitieran superar la emergencia.

## Reconstrucción
El 6 de diciembre de 1906, menos de cuatro meses después de ocurrido el sismo, se dictó la Ley 1.887, que creó una comisión o Junta de Reconstrucción, compuesta por 7 personas: El Intendente, el Primer Alcalde y 5 personas nombradas por el presidente de la República. Su artículo 5° autorizó contratar un crédito por hasta 1.100.000 libras esterlinas. Para apreciar lo elevado del monto autorizado para el empréstito, debe considerarse que en 1900 la deuda externa de Chile, era de poco más de 17 millones de libras; y en 1910, era algo superior a 25 millones.
Esta Junta aprobó un plan de reconstrucción, en el cual se contempló la rectificación, ensanche y creación de nuevas calles y avenidas en El Almendral, así como abovedar los esteros y cauces de aguas que bajan desde los cerros. Dentro de estas obras, se incluyó el entonces llamado Estero de las Delicias, que corre bajo la actual Avenida Argentina; el llamado estero de Jaime, que ahora es la Avenida Francia; y el cauce de la antigua calle de La Merced, hoy Avenida Uruguay. También se creó la Plaza O'Higgins, y la calle Colón, que no existían. 
Para 1910 Valparaíso ya estaba en pie, y tenía completamente enrielado su proceso de reconstrucción, aunque muchas obras se prolongaron varios años.
Otro hecho importante fue la creación, en ese mismo año 1906, del Servicio Sismológico de Chile, el cual tuvo como primer director al francés Fernand de Montessus de Ballore.

## El mito de la «predicción»
En varios sitios se ha escrito -y se sigue haciendo- sobre la supuesta predicción del Terremoto de Valparaíso de 1906. Efectivamente, existió un "pronóstico" escrito con fecha 6 de agosto de 1906 y publicado el día 15 de agosto. Fue escrito por el entonces Jefe de la Sección de Meteorología de la Armada de Chile, Capitán de Corbeta Arturo Middleton Cruz.
Middleton se basó en estudios anteriores del Capitán de Marina Mercante Alfred J. Cooper, autor del libro Solectrics; a theory explaining the causes of tempests, seismic and volcanic disturbances and other natural phenomena: how to calculate their time and place (1917). Señalaba: “Los resultados obtenidos por el capitán Cooper provienen de investigaciones de cientos de observaciones y de cuarenta años de práctica las que casi en su totalidad han coincidido con diferentes fenómenos atmosféricos. Están basadas todas ellas en situaciones relativas de luna, planetas y sol, tomando la primera como factor principal y la que por su influencia es la que hace variar en intensidad los diversos fenómenos y según la posición que ocupe sobre su órbita”. Después de describir las teorías de Cooper, Middleton concluía: “Si en las circunstancias anotadas anteriormente los círculos de la luna y el sol se interceptan, formarán dos puntos críticos que serán los de mayor peligro”.

La Sección de meteorología de la Dirección del Territorio Marítimo ha pronosticado fenómenos atmosféricos o seísmicos para el día 16 del presente mes, basada en las siguientes observaciones: El día fijado habrá conjunción de Júpiter con la Luna y máximum de declinación norte de la Luna. A causa de estas situaciones de los astros, la circunferencia del círculo peligroso pasa por Valparaíso.
Arturo Middleton Cruz, 6 de agosto de 1906, publicado en El Mercurio de Santiago el 15 de agosto de 1906

En la crónica La catástrofe del 16 de agosto de 1906 en la República de Chile, publicada ese mismo año, los autores se preguntaban “¿Tuvo alguien en cuenta en ese día la predicción del capitán Middleton?”. Y responden: “Seguramente no, porque desde hacía algunos años, los anuncios de días críticos de otro origen habían fracasado y caído en completo desprestigio”.
Este pronóstico no hubiese sido conocido si no fuese porque finalmente ocurrió el trágico sismo. Pero dado que hasta el momento es imposible predecir terremotos, es sorprendente que el pronóstico se haya recordado durante más de un siglo sin explicación. 
El asunto de la predicción no es más que una historia tergiversada, que fue y sigue siendo mal contada, omitiendo una gran cantidad de hechos y publicaciones. En particular, han hablado de la supuesta "Teoría de Cooper", algo que nunca existió, ya que las ideas de Cooper solo fueron un montón de disparates enredados.
La invención de la leyenda la realizó el periódico El Mercurio, y la continuaron una serie de periodistas, abogados, políticos, sociólogos, historiadores e historiadores navales, escritores, cantantes y aficionados varios. Una vez creado el mito, la leyenda se mantuvo repitiendo con exageración y sin ninguna reflexión, las mismas equivocaciones y omisiones. Ese trabajo histórico y periodístico mediocre permitió que una leyenda absurda se pudiera mantener indefinidamente. 

Los hechos encontrados bajo la leyenda nos hacen meditar sobre otras realidades, como por ejemplo sobre los nuevos profetas que existen en la actualidad, sobre la desinformación que producen algunos medios de comunicación, y también acerca de la necesidad y sobre todo la responsabilidad que tenemos en reflexionar más, antes de creer rápidamente las historias que nos cuentan.
José Luis Giordano

El estudio de la ocurrencia de los eventos geológicos es un asunto que le compete a la ciencia. Por lo tanto, uno de los objetivos del presente volumen, es advertir acerca del cuidado que se debe tener al pretender formarse una opinión sobre estos temas a través de lo publicado por la prensa, historiadores o fuentes académicas que no poseen conocimientos de ciencia ni la prudencia de escribir en colaboración o con un asesoramiento adecuado.
José Luis Giordano